# Isaak Wolfsheimer
Isaak Wolfsheimer (* 1782 in Fürth; † 1845) war ein deutscher Miniaturmaler, Kupferstecher und Lithograph.

## Leben
Wolfsheimer erhielt seine erste Ausbildung vor 1804 bei Heinrich Guttenberg in Nürnberg. In den Jahren 1804 bis 1807 hielt er sich in Paris auf, wo er Schüler an der École des Beaux-Arts war. 1805 fertigte er dort Umrissstiche auf Kupfer nach Raffael an. Um 1810 war Wolfsheimer als Miniaturmaler in Fürth tätig, 1820 erfolgte die Patentierung der Wolfsheimerschen Graviermaschine in München. Ab 1838 war er wieder in Nürnberg ansässig und 1843 als Porträtmaler und Kupferstecher in Frankfurt a. M. tätig. Er nahm 1845 mit einigen Erfindungen an der Local-Industrie-Ausstellung der Stadt Nürnberg teil.